# Vanne (Sienne)
Die Vanne ist ein Fluss in Frankreich, der im Département Manche in der Region Normandie verläuft. Sie entspringt im Gemeindegebiet von Notre-Dame-de-Cenilly, entwässert generell in westlicher Richtung durch ein eher dünn besiedeltes Gebiet und mündet nach rund 20 Kilometern im Gemeindegebiet von Quettreville-sur-Sienne als rechter Nebenfluss in die Sienne.

## Orte am Fluss
(Reihenfolge in Fließrichtung)
- Saint-Martin-de-Cenilly
- Guéhébert
- Saint-Denis-le-Vêtu